# 遺失
| ウィキペディアには「遺失」という見出しの百科事典記事はありません（タイトルに「遺失」を含むページの一覧/「遺失」で始まるページの一覧）。 代わりにウィクショナリーのページ「遺失」が役に立つかもしれません。 |